# Pendulaire (aéronautique)
Pour les articles homonymes, voir pendulaire.

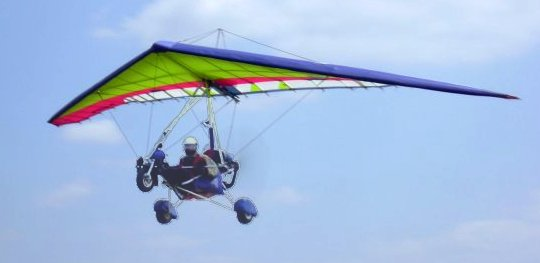
Un pendulaire

Un pendulaire est un aéronef ultra-léger motorisé (ULM) ou un planeur ultra léger à motorisation auxiliaire (PULMA) qui se pilote par déplacement du centre de gravité.
Le centre de gravité se trouve au-dessous de l'aile delta, comme un pendule.

## Manœuvres
Les manœuvres s'effectuent en déplaçant le poids du pendule constitué du chariot et du corps du pilote, par rapport à l'aile.
Le pilote tient la base du triangle (appelé "trapèze"), soit la barre de contrôle, qui se situe approximativement à une vingtaine de centimètres devant lui en vol stabilisé en palier, à hauteur de la poitrine. Un déplacement latéral du pendule incline l'aile dans sa direction et occasionne donc un virage dans cette direction.
Ainsi en pendulaire pour tourner à droite, il faut déplacer son poids vers la droite en poussant la barre de contrôle vers la gauche.
Une action à piquer est obtenue en déplaçant son poids vers l'avant en tirant la barre de contrôle vers soi.
Une action à cabrer est obtenue en déplaçant son poids vers l'arrière en poussant la barre de contrôle en avant.
Le pilote agit directement sur l'incidence de l'aile avec la barre de contrôle. La mise en virage se fait grâce à la déformation du lobe de la voile sous le déplacement du poids du pilote (action indirect). L'aile delta est une machine qui se pilote sur deux axes, le troisième axe est induit par la trainée de l'aile.
Le contrôle au sol de l'appareil se fait aux pieds : la roue avant est directrice. Le pied droit contrôle la puissance moteur et le pied gauche les freins. En vol, la puissance moteur peut également être contrôlée par un levier placé à droite ou à gauche du siège du pilote selon le modèle.

## Formation
En France, il est nécessaire pour pouvoir piloter seul un pendulaire de disposer du brevet ULM théorique et d'un brevet pratique délivré par un instructeur habilité. Le brevet théorique est commun aux six classes d'ULM (paramoteurs, pendulaires, 3-axes, autogires, aérostats et hélicoptères). Le brevet pratique n'est délivré que pour une classe.
La durée de la formation est environ de 20 heures, elle se déroule en double commande avec un instructeur en place arrière.

## Les deltaplanes
Les deltaplanes sont des machines à pilotage pendulaire aussi, mais le terme "pendulaire" est plutôt réservé aux machines équipées d'un chariot avec un moteur comme les ULM pendulaires (voir photo  ci-dessus).

## Fabricants
- DTA
- Air Creation
- AirBorne
- Cosmos
- P&M Aviation